# Chlorophorus tonkineus
Chlorophorus tonkineus är en skalbaggsart som först beskrevs av Leon Fairmaire 1895.  Chlorophorus tonkineus ingår i släktet Chlorophorus och familjen långhorningar. Inga underarter finns listade i Catalogue of Life.